# Giovanni Antonio Faldoni
Giovanni Antonio Faldoni (geboren 24. April 1689 in Asolo, Republik Venedig; gestorben um 1770 in Rom oder Venedig) war ein italienischer Kupferstecher und Maler.

## Leben
Giovanni Antonio Faldonis Vater Girolamo Faldoni war Maler, sein Bruder Francesco Faldoni arbeitete als Stecher. Faldoni war ein Schüler des Landschaftsmalers Antonio Luciani. Bei Studienaufenthalten in Paris eignete er sich die neue Technik der Parallelschraffur an, wie er sie bei Claude Mellan gesehen hatte. Er ließ sich in Venedig nieder und reüssierte mit dieser Technik bei Antikendarstellungen und Porträts. Er arbeitete für den Stecher und Verleger Antonio Maria Zanetti der Ältere und dessen gleichnamigen Neffen.
Ein Schüler Faldonis war Marco Alvise Pitteri. Nach Streitigkeiten wurde Faldoni 1765 aus dem Gebiet der Serenissima verbannt. Er ist dann noch für Rom nachweisbar, sein Todesort ist aber unklar.

## Werke (Auswahl)

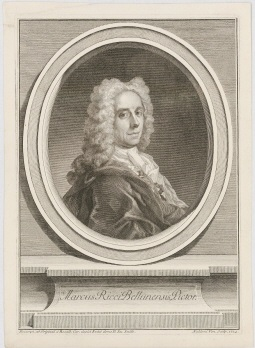
Porträt Marco Ricci (1724, nach Rosalba Carriera)

- Varii Disegni Inventati dal Celebre Francesco Mazzuola Detto Il Parmigianino Tratti Dalla Raccolta Zanettiana Incisi in Rame Da Antonio Faldoni e novamente Pubblicati. Venezia, 1786